# Ovčáry (Slaný)
Ovčáry jsou někdejší středověká vesnice, dnes samota v rámci města Slaného v okrese Kladno. Ovčáry leží v údolí Červeného potoka zhruba 1,5 km východně od centra Slaného, na půli cesty (rušné silnice I/16) mezi Slaným a Blahoticemi. Nachází se zde městská čistírna odpadních vod a gotický kostelík sv. Václava.

## Historie
První písemná zmínka o vsi (Owczar villa) pochází z roku 1331. Z původní obce po třicetileté válce zbyl pouze pustý kostel sv. Václava, který byl později opraven. Ke hřbitovu u kostela byl ve 30. l. 19. stol. přenesen sloup vinařů a rybářů slánských, dnes umístěný pod silnicí od Slaného k obci Dolín.

## Pamětihodnosti
- Kostel svatého Václava, obklopený zaniklým ohrazeným hřbitovem. Tato gotická obdélná stavba s polygonálně ukončeným presbytářem se poprvé připomíná roku 1465. Nejnověji byl kostelík opraven v letech 2003 až 2004 a nyní je v letním období o sobotách zpřístupněn veřejnosti.
- Dub na Zadních Lužích, památný dub letní roste při cestě podél sadů ve stráni asi 550 metrů jihovýchodně od kostela. Strom, chráněný od roku 1985 má obvod kmene 430 cm a výšku 21,5 m.
- Sloup vinařů a rybářů, pozdně středověká boží muka, zdobená reliéfní symbolikou vinařského a rybářského cechu, stávala původně u hřbitovní zdi přímo v Ovčárech. V roce 1943 vytvořil akademický sochař Václav Nejtek kopii, která je dnes osazena ve stráni za slánským hřbitovem, asi 800 m sz. od Ovčár; zbytky původního silně zvětralého sloupu jsou uloženy ve slánském muzeu. Místo u hřbitovní zdi nebylo původní. Sloup byl postaven zcela jinde buď za doby Karla IV, na oslavu zvelebeného a rozšířeného vinařství, nebo byl zřízen o sto let později, když byly ve Slaném budovány nové hradby a brány, na místo u hřbitovní zdi byl přenesen ve třicátých letech 19. století při stavbě silnice do Velvar. Ke konci 19. století však byl sloup již značně sešlý a již tehdy bylo přáním vytesat sloup nový.[2]

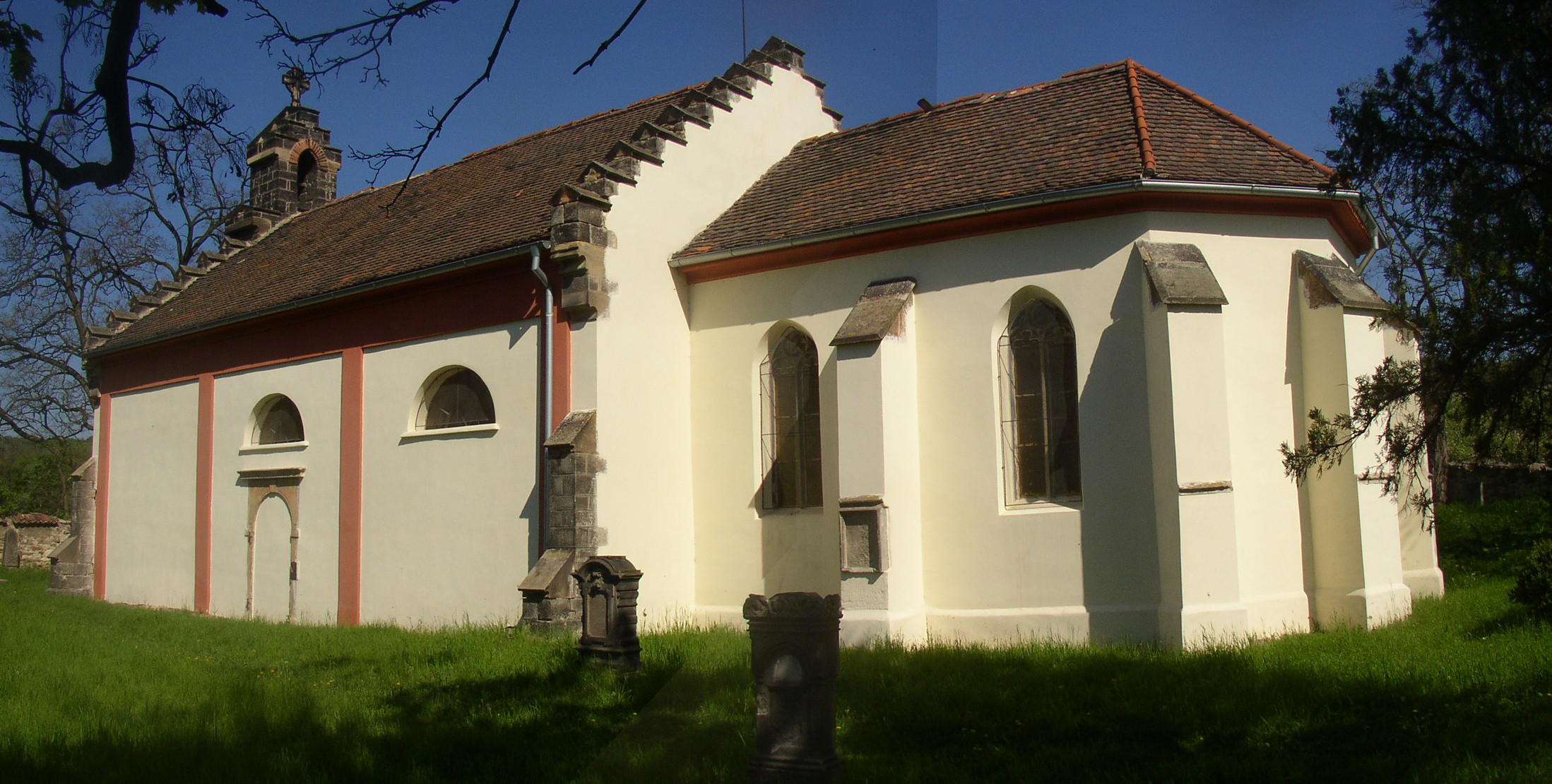
Kostel sv. Václava
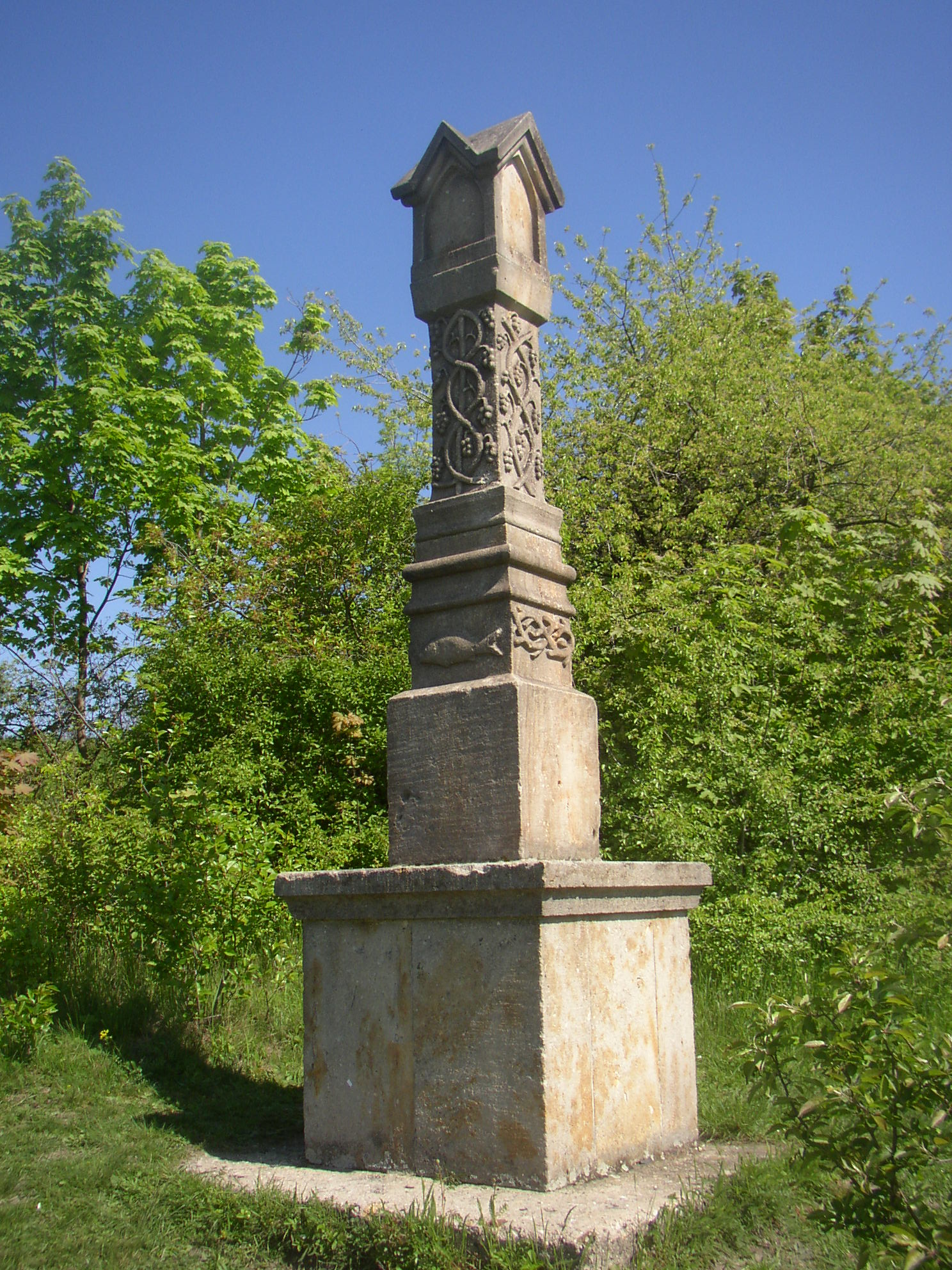
Sloup vinařů a rybářů
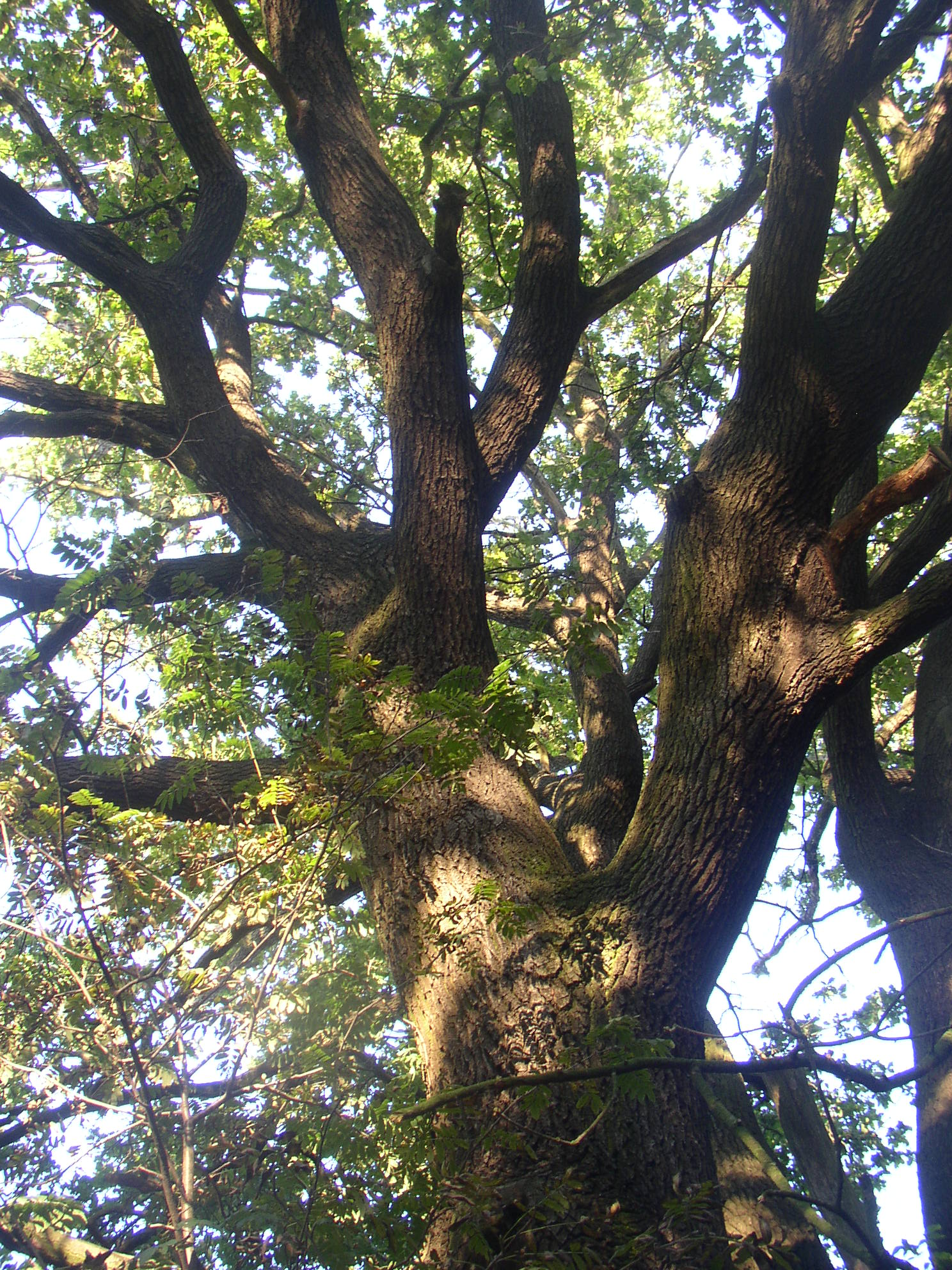
Dub na Zadních Lužích